# Tallahassee Tiger Sharks
Tallahassee Tiger Sharks var ett amerikanskt professionellt ishockeylag som spelade i den amerikanska ishockeyligan East Coast Hockey League (ECHL) mellan 1994 och 2001. Laget hade sitt ursprung från Huntsville Blast som spelade i ECHL mellan 1993 och 1994. 2001 såldes Tiger Sharks och laget flyttades till Macon i Georgia för att vara Macon Whoopee. De spelade sina hemmamatcher i inomhusarenan Tallahassee-Leon County Civic Center i Tallahassee i Florida. Laget var farmarlag åt New York Islanders, Florida Panthers, Edmonton Oilers och Montreal Canadiens i National Hockey League (NHL). De vann varken Riley Cup eller Kelly Cup, som var/är trofén till det lag som vinner ECHL:s slutspel.
Spelare som spelade för dem var bland andra Rodrigo Laviņš, Manon Rhéaume, Michael Ryder, Mark Streit och Atvars Tribuncovs.